# Paspalum telmatum
Paspalum telmatum är en gräsart som beskrevs av Jason Richard Swallen. Paspalum telmatum ingår i släktet tvillinghirser, och familjen gräs. Inga underarter finns listade i Catalogue of Life.